# Mórocz Ilona
Mórocz Ilona (Beketfalva, – 1703) a gróf Széchenyi-család ősanyja. Széchenyi István ükanyja.
Mórocz István, pozsony vármegyei alispán lánya. 1678-ban ment feleségül sárvárfelsővidéki Széchenyi György (1656-1732, Széchenyi Lőrinc és Gellén Judith gyermeke) grófhoz és zalaegerszegi várkapitányhoz.
A Széchenyiek nagy örömmel fogadták a gazdag és szép Ilonát, kinek első házasévei boldogságából születtek:
- Júlia (1679-1716, először kisfalusi Falussy László, később ebergényi Ebergényi László báró tábornok felesége),
- Judith (1680-1699, palugyai és bodafalvi Palugyay Gáborné),
- Zsigmond (1681-1738, császári és királyi kamarás, somogyi főispán).

1697-ben Lipót grófi rangot adományoz Györgynek és Ilonának. Ilonát Judith lánya korai halála meggyengítette, lebetegedett, majd 1703-ban meghalt és a soproni ferencesek templomának főhajójában épített családi sírboltban tért örök nyugovóra.
Ilona Zsigmond fiától származott valamennyi Széchenyi gróf, így Mórocz Ilona a gróf Széchenyi-család ősanyja.